# Yūki Takada
Yūki Takada (jap. 高田 憂希 Takada Yūki; ur. 16 marca 1993 w Kitakiusiu) – japońska seiyū, pracująca dla agencji Mausu Promotion, do której dołączyła w 2015 roku po ukończeniu Yoyogi Animation School w Fukuoce. Znana jest z ról Rin Kurosawy w Aikatsu! i Aoby Suzukaze w serialu anime New Game! z 2016 roku, gdzie wykonała motyw otwierający i kończący wraz z Megumi Yamaguchi, Ayumi Takeo i Megumi Todą pod nazwą Fourfolium.

## Filmografia

### Seriale anime
2014
- Blade & Soul[1]
- Fate/stay night: Unlimited Blade Works – uczennice[1]
- Shōnen Hollywood – dziewczyna[1]

2015
- Aikatsu! – Rin Kurosawa[1]
- Osomatsu-san – uczennica[1]

2016
- New Game! – Aoba Suzukaze[1][4]

2017
- Busō shōjo Machiavellism – Rin Onigawara
- Kobayashi-san chi no Maid Dragon – Elma (odc. 8–13)
- New Game!! – Aoba Suzukaze

2018
- A Certain Magical Index III – Lessar[5]
- Aikatsu Friends! – Momone Yūki
- Gdy zakwitnie w nas miłość – Yuu Koito[6]
- Mitsuboshi Colors – Yui Akamatsu[7]
- Ulysses: Jeanne d’Arc to renkin no kishi – Philip[8]

2020
- Kami-tachi ni hirowareta otoko – Mizelia[9]
- Infinite Dendrogram – Babylon[10]
- Kaguya-sama wa kokurasetai? Tensai-tachi no renai zunōsen – Rei Onodera
- King’s Raid: Ishi wo Tsugumono-tachi – Reina[11]
- Maesetsu! – Manatsu Kogarashi[12]
- Dokyū Hentai HxEros – Yona Ichōgi[13]

2021
- Kobayashi-san chi no Maid Dragon S – Elma[14]
- Sekai saikō no ansatsusha, isekai kizoku ni tensei suru – Tarte[15]

2022
- Girls’ Frontline – niszczyciel (odc. 8–10)
- Kaguya-sama wa kokurasetai: Ultra Romantic – Rei Onodera[16]
- Kunoichi Tsubaki no mune no uchi – Suzushiro[17]
- Shinobi no Ittoki – Shione Kо̄zuki[18]

2023
- Bullbuster – Miyuki Shirogane[19]
- Mononogatari – Botan Nagatsuki[20]

### OVA
- Busō shōjo Machiavellism (2017) – Rin Onigawara
- Kishibe Rohan wa Ugokanai (2018) – córka Naoko (odc. 2)[21]
- Onna no sono no Hoshi (2022) – Yuka Kurata[22]

### Filmy
- Bayonetta: Bloody Fate[1]
- HappinessCharge PreCure! Ningyō no Kuni no Ballerina[1]

### Gry wideo
- Shironeko Project – Mikan Karatachi[1]
- Tokyo 7th Sisters – Musubi Tendōji[1]
- Aikatsu! My No.1 Stage – Rin Kurosawa[1]
- Nights of Azure[1]
- Girls’ Frontline – SR-3MP
- The Idolmaster Cinderella Girls – Yoshino Yorita
- New Game!: The Challenge Stage – Aoba Suzukaze[23]
- Blue Reflection – Hinako Shirai[24]
- Alice Gear Aegis – Eri Yorishiro[25]
- King’s Raid – Reina[26]
- Food Fantasy – Jiuniang
- Onsen Musume – Yuina Kusatsu[27]
- Atelier Online – Sorrel
- A Certain Magical Virtual-On – Lessar
- Code Vein – Rin Murasame
- Azur Lane – KMS Z18, HMS Icarus
- Fire Emblem Heroes – Tharja, Rhajat, Cherche
- Blue Archive – Saiba Midori
- The Caligula Effect 2 – Kranke[28]
- Blue Reflection: Second Light – Hinako Shirai[29]
- Alchemy Stars – Elma[30]
- The Future You’ve Been Dreaming Of – Sachi Usui[31]
- Honkai: Star Rail – Tingyun[32]
- Sentimental Death Loop – Nemu Tsukishiro[33]

### Inne
- Ane no shinyū, watashi no koibito – Sena (film promocyjny)[34]